# جينيفر ميلر (ممثلة)
جينيفر ميلر هي ممثلة كندية، ولدت في 1985 بتورونتو في كندا.

## وصلات خارجية
- جينيفر ميلر على موقع IMDb (الإنجليزية)
- جينيفر ميلر على موقع قاعدة بيانات الأفلام العربية
- جينيفر ميلر على موقع أول موفي (الإنجليزية)
- جينيفر ميلر على موقع قاعدة بيانات الأفلام السويدية (السويدية)
- جينيفر ميلر على موقع قاعدة بيانات الفيلم (الإنجليزية)
- جينيفر ميلر على موقع ليتربوكسد (الإنجليزية)
- جينيفر ميلر على موقع كينوبويسك (الروسية)